# Juan Carlos Riutort
Juan Carlos Riutort Martinez (Ca'n Picafort, Baleares, 27 de junio de 1991) es un ciclista español. Debutó como profesional con el equipo Burgos-BH en 2013. En 2012 ganó el Gran Premio Macario en categoría amateur.

## Palmarés
No ha conseguido ninguna victoria como profesional.

## Equipos
- Burgos-BH (2013-2016)